# Holger Fischer
Holger Fischer (* 1946  in Nordholz) ist ein deutscher Finnougrist, der an der Universität Hamburg tätig war.

## Leben
Nach dem Studium der Geschichte, Geographie, Pädagogik und Finnougristik an der Universität Hamburg (1968–1973) und an der Loránd-Eötvös-Universität Budapest (1971–1972) promovierte Fischer 1978 im Fach Südosteuropäische Geschichte. Von 1973 bis 1987 war er in der Wissenschaftsverwaltung der Universität Hamburg tätig; ab 1987 war er Wissenschaftlicher Sekretär des neugegründeten Zentrums für Hungarologie im Finnisch-Ugrischen Seminar, dem Vorgänger des heutigen Instituts für Finnougristik/Uralistik. Nach der Habilitation im Jahr 2001 wurde ihm 2002 die akademische Bezeichnung Professor verliehen.
Fischer ist Koordinator des Sokrates-Programms „Finnougristik, Hungarologie, Fennistik“. Er war Gastdozent an den Universitäten Jyväskylä, Wien, Florenz, Paris und Padua. Von April 2003 bis Juli 2014 war Fischer Vize-Präsident der Universität Hamburg mit der Zuständigkeit für den Bereich Studium und Lehre. Er ist Mitglied der Themengruppe „Governance & Policies“ beim vom Centrum für Hochschulentwicklung, Hochschulrektorenkonferenz und Stifterverband initiierten Hochschulforum Digitalisierung, welches vom Bundesministerium für Bildung und Forschung gefördert wird.

## Buchveröffentlichungen
- Oszkár Jászi und Mihály Károlyi: Ein Beitrag zur Nationalitätenpolitik der bürgerlich-demokratischen Opposition in Ungarn von 1900 bis 1918 und ihre Verwirklichung in der bürgerlich-demokratischen Regierung von 1918 bis 1919. München 1978 (Studia Hungarica 17), ISBN 3-87828-130-7.
- Politik und Geschichtswissenschaft in Ungarn. Die ungarische Geschichte von 1918 bis zur Gegenwart in der Historiographie seit 1956. München 1982 (Untersuchungen zur Gegenwartskunde Südosteuropas 19).
- Die nichtagrare Nebenbetriebstätigkeit der landwirtschaftlichen Großbetriebe – LPGs und Staatsgüter – Ungarns. Saarbrücken 1989 (Schriften zur Wirtschaftsgeographie und Wirtschaftsgeschichte 2).
- Holger Fischer, Konrad Gündisch: Eine kleine Geschichte Ungarns. edition suhrkamp, Frankfurt am Main 1999, ISBN 3-518-12114-6.

## (Mit-)Herausgeber von Monographien
- mit Wolfgang Bachofer: Ungarn – Deutschland. Studien zu Sprache, Kultur, Geographie und Geschichte. Wissenschaftliche Kolloquien der Ungarischen Wirtschafts- und Kulturtage in Hamburg 1982. München 1983 (Studia Hungarica 24).
- mit Eckart Krause und Ludwig Huber: Hochschulalltag im „Dritten Reich“. Die Hamburger Universität 1933–1945. 3 Bde., Berlin/Hamburg 1991 (= Hamburger Beiträge zur Wissenschaftsgeschichte. Band 3).
- mit Ferenc Szabadváry: Technologietransfer und Wissenschaftsaustausch zwischen Ungarn und Deutschland. Aspekte der historischen Beziehungen in Naturwissenschaft und Technik. München 1995 (Südosteuropäische Arbeiten 94).
- Das Ungarnbild in Deutschland und das Deutschlandbild in Ungarn. Materialien des wissenschaftlichen Symposiums am 26. und 27. Mai 1995 in Hamburg. München 1996 (Aus der Südosteuropa-Forschung 6).
- Die ungarische Revolution von 1848/49. Vergleichende Aspekte der Revolutionen in Ungarn und Deutschland. Hamburg 1999 (Beiträge zur deutschen und europäischen Geschichte 27).
- Deutsch-ungarische Beziehungen in Naturwissenschaft und Technik nach dem Zweiten Weltkrieg. München 1999 (Südosteuropäische Arbeiten 103).